# 25378 Erinlambert
25378 Erinlambert este un asteroid din centura principală de asteroizi.

## Descriere
25378 Erinlambert este un asteroid din centura principală de asteroizi. A fost descoperit pe 12 octombrie 1999 la Socorro, New Mexico, în cadrul proiectului LINEAR. Asteroidul prezintă o orbită caracterizată de o semiaxă mare de 2,30 ua, o excentricitate de 0,13 și o înclinație de 5,5° în raport cu ecliptica.